# Salt Lake City
Salt Lake City is de hoofdstad van Utah, een van de staten van de Verenigde Staten van Amerika.
Volgens de volkstelling van 2000 bedroeg het aantal inwoners van Salt Lake City 181.743 (tegenover 159.936 in 1990). In 2013 werd het aantal inwoners geschat op 191.180. Het aantal inwoners van de gehele agglomeratie bedraagt ruim 1 miljoen.

## Geschiedenis
Op 24 juli 1847 werd Salt Lake City gesticht door 143 mannen, 3 vrouwen en 2 kinderen. De nederzetting werd gevestigd aan de oostkust van het Great Salt Lake (het Grote Zoutmeer). De eerste Europeanen die zich vestigden in het gebied dat thans bekendstaat als Utah, waren Mormoonse pioniers die trachtten te ontsnappen aan geloofsvervolging. Op de bewuste ochtend sprak Brigham Young, die de groep Mormonen leidde na de dood van hun leider Joseph Smith Jr., de woorden: "dit is de plek". Hij verwees daarbij naar een visioen dat hij zou hebben gehad dat hem vertelde waar hij de Mormonen zich moest laten vestigen.
Met de komst van spoorwegarbeiders en mijnwerkers kwamen ook andere gezindten in de stad. Sinds 1891 is Salt Lake City de zetel van een rooms-katholiek bisdom.
Salt Lake City is thans niet alleen de hoofdstad, maar inmiddels ook uitgegroeid tot de grootste stad van Utah. De stad zelf heeft een rechthoekig stratenstelsel waarbij de meeste straten precies van noord naar zuid, of van oost naar west, lopen. Het beginpunt van het stratenstelsel is de zuidoosthoek van Temple Square, de locatie van de Salt Lake City tempel van de Mormonen. De adressen zijn de coördinaten in dit stelsel.

## Sport
In 2002 werden in Salt Lake City de Olympische Winterspelen gehouden.
Voor deze Winterspelen werd onder meer de ijsbaan Utah Olympic Oval gebouwd. Door de hoge ligging boven zeeniveau, geldt deze ijsbaan sindsdien als de snelste in de wereld. Er zijn dan ook vele wereldrecords geschaatst. Salt Lake City was met deze ijsbaan gastheer van het WK sprint in 2005 en 2013. Het WK afstanden werd er georganiseerd in 2001, 2007, en 2020. 
Salt Lake City is de thuishaven van de Utah Jazz uit de NBA (National Basketball Association). Verder is sinds 2024 de Utah Hockey Club actief in ijshockeycompetitie NHL. Daarnaast speelt voetbalclub Real Salt Lake in de MLS.

## Geografie
De stad is gelegen in een grote vallei, de Salt Lake Valley. Vanuit de stad zijn skigebieden in de bergen binnen een half uur te bereiken. Dankzij de nabijheid van deze sneeuwgebieden heeft de stad de reputatie dat zij de beste sneeuw op aarde heeft. Ten oosten en zuiden van Salt Lake City zijn diverse bosgebieden zoals Wasatch-Cache National Forest, Asley National Forest, Uinta National Forest, Manti-la Sal National Forest, Fishlake National Forest en Dixie National Forest.
De stad heeft een totale oppervlakte van 285,9 km², waarvan 3,3 km² water.

### Klimaat
In januari is de gemiddelde temperatuur -2,3 °C, in juli is dat 25,5 °C. Jaarlijks valt er gemiddeld 411,0 mm neerslag (gegevens op basis van de meetperiode 1961-1990).
Ondanks de ligging van Salt Lake City in (aan de rand van) de halfwoestijn van het Grote Bekken, kent de stad nog relatief veel neerslag. Met een jaarlijkse neerslag van 410 mm is het een van de natste gebieden in de woestijn van het Grote Bekken. Het klimaat van de stad wordt getypeerd als een warm landklimaat met neerslag gedurende het hele jaar (Köppen Dfa). De zomers zijn er heet en de winters zijn er koel tot koud met sneeuwval. Door de relatief droge zomers leunt het klimaat er echter ook dicht aan bij het mediterraan landklimaat (Dsa) en in de laagste delen van de agglomeratie, waar de winters warmer zijn, leunt het klimaat nauw aan bij een warm mediterraan klimaat (Csa) (afhankelijk van de grens tussen gematigd C-klimaat en continentaal D-klimaat).
Het grote zoutmeer ten noordwesten van de stad heeft een matigend effect op het winterweer in de stad. De temperatuur komt slechts zelden onder de -20 °C. Ook de zomer heeft door het zoutmeer een gematigd karakter, alsmede door het feit dat de stad op een hoogte van 1300 meter boven de zeespiegel ligt. Elk jaar zijn er wel een paar dagen met temperaturen boven de 37 °C. Deze dagen zijn echter niet ondraaglijk omdat de vochtigheidsgraad in deze droge omgeving bijzonder laag is. Van november tot maart kunnen er sneeuwbuien vallen, maar deze buien leveren in de vallei slechts zelden meer dan 30 cm sneeuw op. Plaatsen in de buurt (in de bergen) krijgen vaak het veelvoudige daarvan. Van juli tot september valt de minste regen. Juli is de droogste maand van het jaar. De meeste neerslag valt in de maanden maart tot en met mei.

## Demografie
De bevolking is voor 11% ouder dan 65 jaar en bestaat voor 33,2% uit eenpersoonshuishoudens. De werkloosheid bedraagt 3,5% (cijfers volkstelling 2000).
Ongeveer 18,8% van de bevolking van Salt Lake City bestaat uit hispanics (van oorsprong Spaanstalige Amerikanen), 1,9% is van Afrikaanse oorsprong en 3,6% van Aziatische oorsprong.
Het aantal inwoners is van 159.952 in 1990 gestegen naar 181.743 in 2000 en naar 191.180 in 2013.

## Stadsdelen van Salt Lake City
- Avenues
- Capitol Hill
- Central City
- Downtown – stadscentrum
- East Bench
- Fairpark
- Federal Heights
- Glendale
- Poplar Grove
- Rose Park
- Sugar House
- 9th & 9th

## Bezienswaardigheden en gebouwen in en rond Salt Lake City

### Parken en andere plaatsen
- Temple Square - The Church of Jesus Christ of Latter-day Saints
- Main Street Plaza
- Hogle Zoo
- Universiteit van Utah
- Red Butte Garden and Arboretum
- Salt Lake City begraafplaats
- Gilgal Sculpture Garden
- Liberty Park
- Memory Grove
- Sugar House Park
- International Peace Gardens
- Utah Museum of Natural History

### Olympische attracties
- Salt Lake 2002 Olympic Cauldron Park - bij het Rice-Eccles Stadium
- Salt Lake 2002 Olympic Legacy Plaza - in het Gateway District
- Utah Olympic Oval

### Religieuze gebouwen

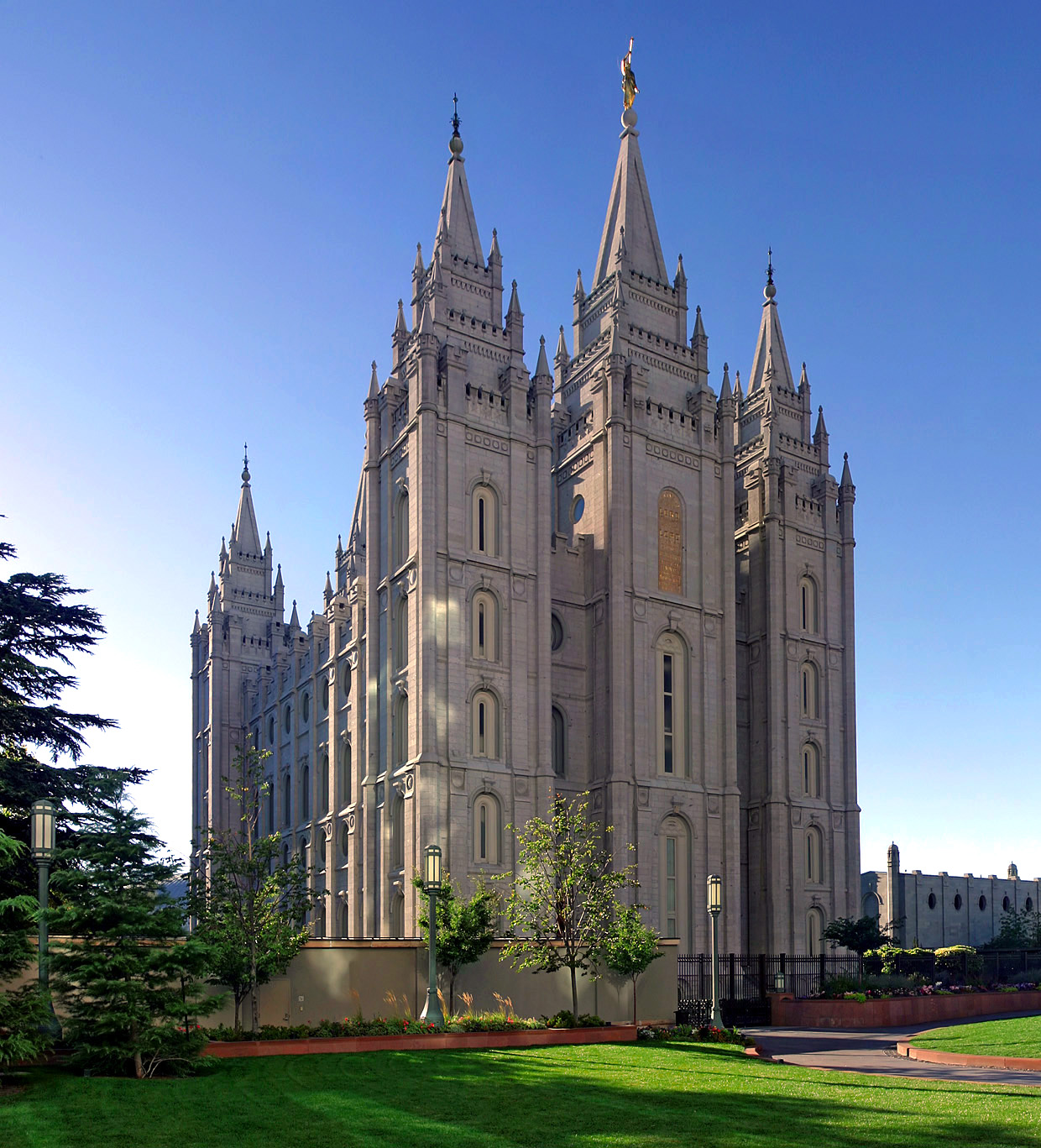
Salt Lake City Temple

#### LDS
- Salt Lake City Temple bij Temple Square
- Salt Lake Tabernacle
- Salt Lake Assembly Hall bij Temple Square
- Salt Lake Conference Center
- Joseph Smith Memorial Building
- LDS Church Office Building
- Lion House (voormalig huis van Brigham Young)
- Beehive House
- 19th Ward Chapel

#### Andere
- Cathedral of the Madeleine (Rooms-katholiek)
- St. Mark's Cathedral
- First Presbyterian Church of Salt Lake
- White Memorial Chapel
- Community of Christ

### Overheidsgebouwen
- Utah State Capitol

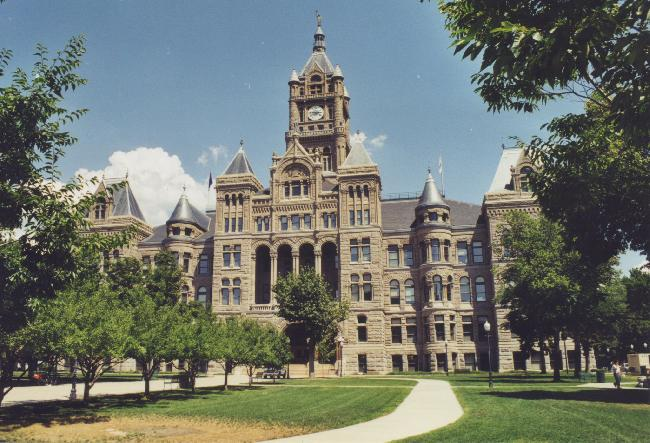
Countyhuis van Salt Lake City

- Salt Lake City and County Building
- Scott Matheson Courthouse
- Frank E. Moss Courthouse
- Thomas Kearns Home
- Salt Lake City Council Hall bij Capitol Hill

### Onderwijs/Kunst en cultuur
- Park Building
- J. Willard Marriott Library
- Utah Museum of Fine Arts
- Salt Lake City Public Library
- Family History Library
- Abravanel Hall
- Capitol Theatre
- Simmons Pioneer Memorial Theatre
- Clark Planetarium
- Hansen Planetarium
- Utah Museum of Natural History
- Clift Building

### Commercieel
- Kearns Building
- Crossroads Mall
- EnergySolutions Arena
- Deseret News Building
- First Security Building
- Gateway Mall
- Jon M. Huntsman Center
- One Utah Center
- Rio Tinto Stadium

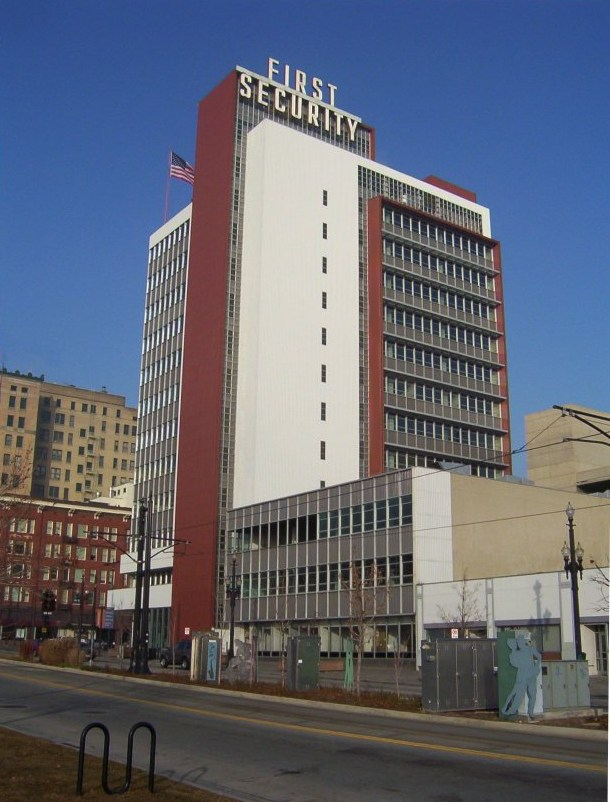
Salt Lake City First Security Building

- Salt Lake City Union Pacific Depot
- Salt Lake City International Airport
- Salt Lake Regional Medical Center
- Salt Palace
- Tribune Building
- Wells Fargo Center
- ZCMI Center Mall

## Monumenten
- Brigham Young Monument
- Eagle Gate
- Seagull Monument
- This Is The Place Monument

## Evenementen
Evenementen zijn onder andere Pioneer Day op 24 juli, het Sundance Film Festival en de Salt Lake City Marathon.

## Verkeer en vervoer
Het openbaar vervoer wordt verzorgd door Utah Transit Authority (UTA). Sinds 1999 bestaat ook Salt Lake City Light Rail.
Er zijn twee grote wegen naar Salt Lake City en wel de Interstate 15 naast de Interstate 80. Salt Lake City International Airport ligt circa 6 km ten westen van downtown.

## Plaatsen in de nabije omgeving
De onderstaande figuur toont nabijgelegen plaatsen in een straal van 12 km rond Salt Lake City.

## Bekende inwoners van Salt Lake City

### Geboren
- Frank Borzage (1894-1962), filmregisseur
- Lee Barnes (1906-1970), atleet
- Paul Langton (1913-1980), acteur
- Loretta Young (1913-2000), actrice
- Parley Baer (1914-2002), acteur en radio-dj
- Shep Houghton (1914-2016), acteur
- Art Lund (1915-1990), acteur en zanger
- Robert Walker (1918-1951), acteur
- Keene Curtis (1923-2002), acteur
- Stephen Covey (1932-2012), auteur
- Bob Bennett (1933-2016), politicus
- Wilford Brimley (1934-2020), acteur
- Sky Saxon (1937-2009), zanger
- John Warnock (1940-2023), techondernemer
- Paul McCarthy (1945), beeldhouwer, installatie- en performancekunstenaar
- Gary Ridgway (1949), seriemoordenaar
- Kim Peek (1951-2009), autistisch savant
- Roseanne Barr (1952), comédienne, actrice en politica
- Tracy Hickman (1955), schrijver
- Charles Mason (1955), componist en muziekpedagoog
- Valerie Valentine (1955), danseres
- Tony Anselmo (1960), Disney-animator en stemacteur (stem van Donald Duck)
- Marty Jemison (1965), wielrenner
- Jon Schmidt (1966), componist en pianist
- Matthew Davis (1978), acteur
- David Zabriskie (1979), wielrenner
- Patrick Fugit (1982), acteur
- Lindsay Pulsipher (1982), actrice
- Kikkan Randall (1982), langlaufster
- Kaycee Stroh (1984), actrice, zangeres en danseres
- Derek Hough (1985), acteur, danser, choreograaf, muzikant
- Rosie Brennan (1988), langlaufster
- Madison Riley (1990), actrice
- Sarah Hendrickson (1994), schansspringster
- Nathan Chen (1999), kunstschaatser